# Xiazao
Xiazao (kinesiska: 夏造, 夏造镇) är en köping i Kina. Den ligger i provinsen Jiangxi, i den sydöstra delen av landet, omkring 300 kilometer sydväst om provinshuvudstaden Nanchang. Antalet invånare är 14396. Befolkningen består av 6 943 kvinnor och 7 453 män. Barn under 15 år utgör 22,0 %, vuxna 15-64 år 69 %, och äldre över 65 år 7,0 %.
Genomsnittlig årsnederbörd är 1 900 millimeter. Den regnigaste månaden är maj, med i genomsnitt 288 mm nederbörd, och den torraste är oktober, med 29 mm nederbörd.